# Поляки в Беларуси
Поля́ки в Беларуси либо белору́сские поля́ки (пол. Polacy na Białorusi, бел. палякі ў Беларусі) — второе по численности (после русских) национальное меньшинство в Беларуси.

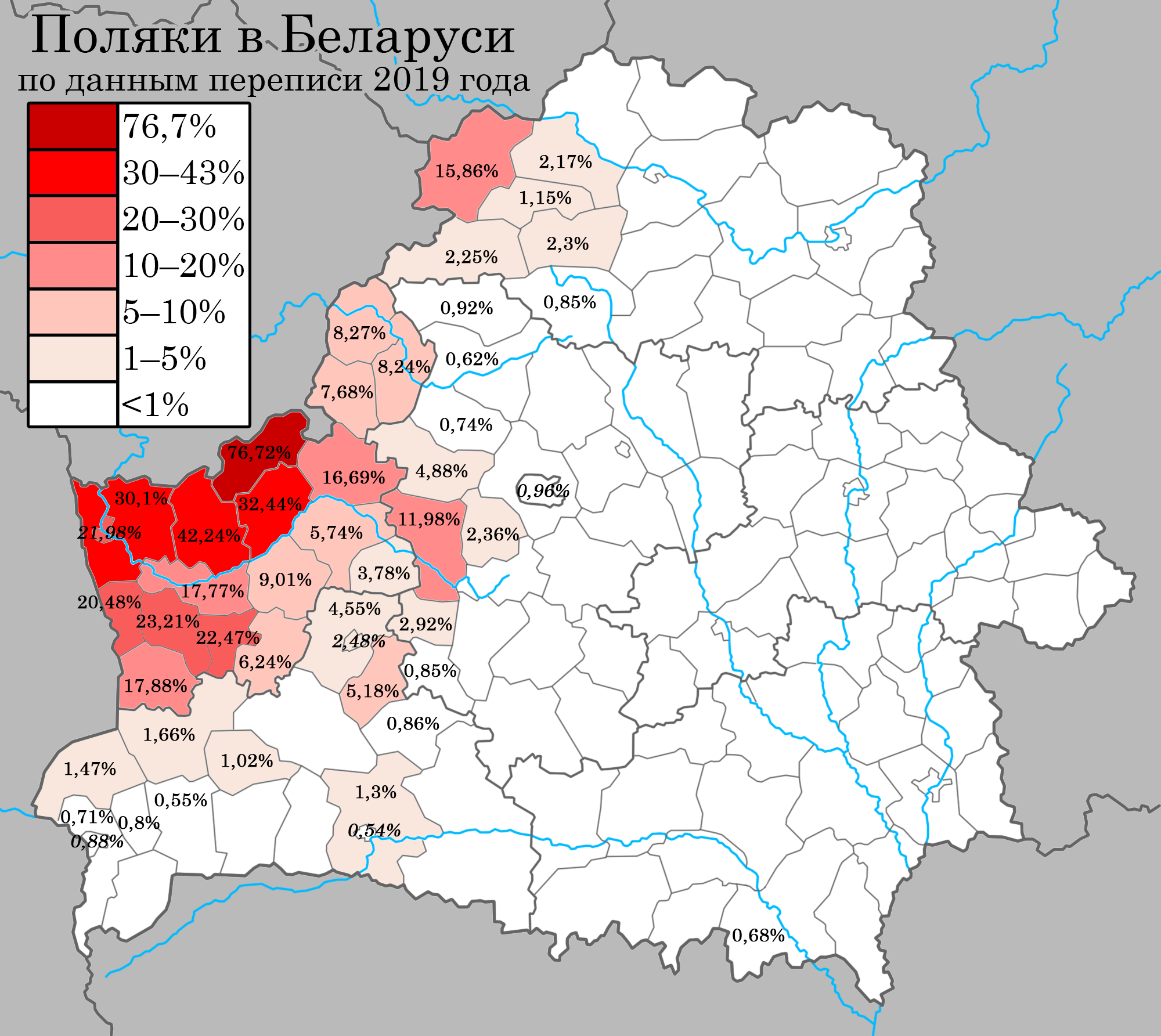
Доля этнических поляков в населении районов и городов областного подчинения и Минска по данным переписи населения 2019 года

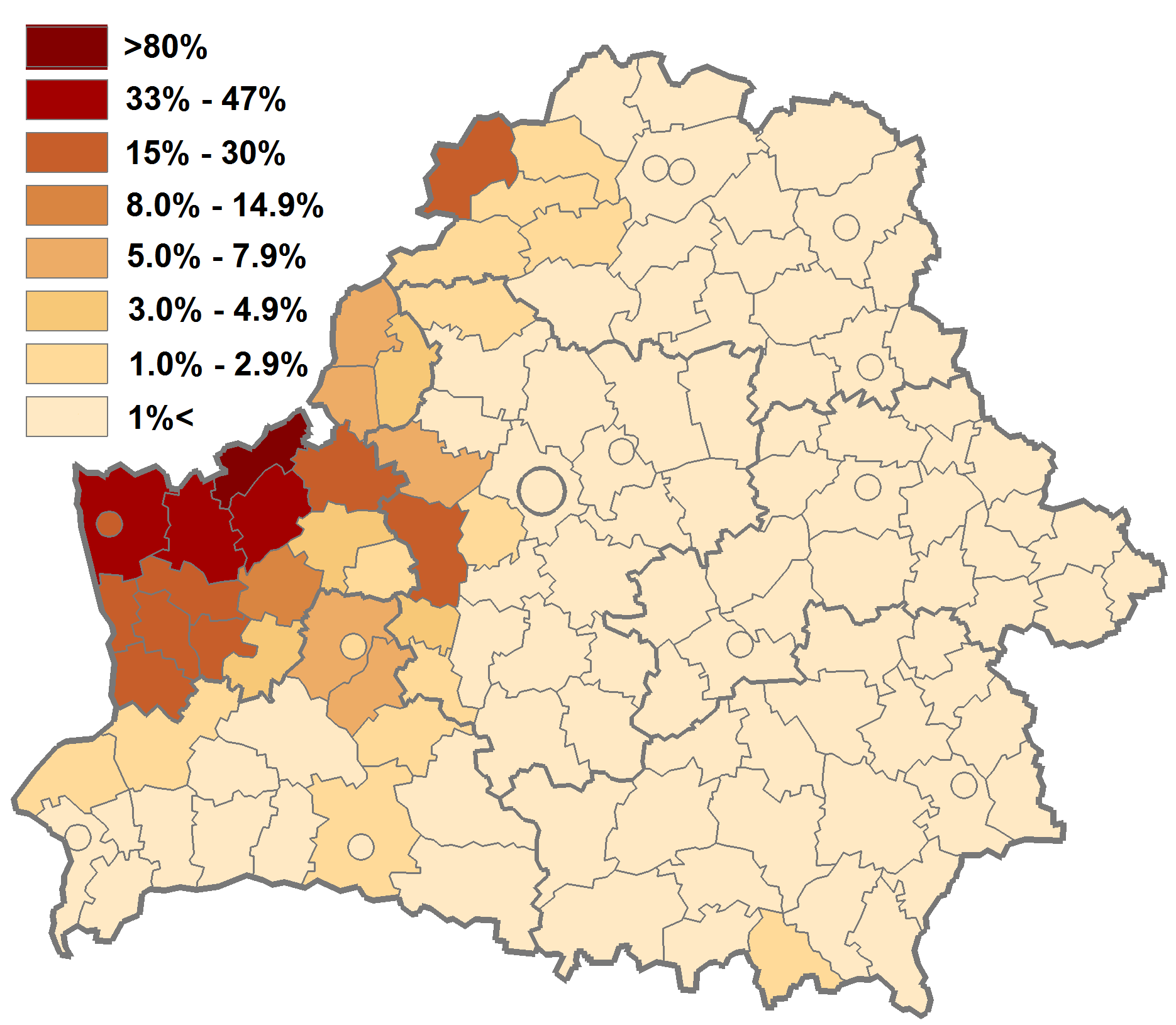
Доля этнических поляков в населении районов и городов областного подчинения и Минска (условно показаны кружками) по данным переписи населения 2009 г.

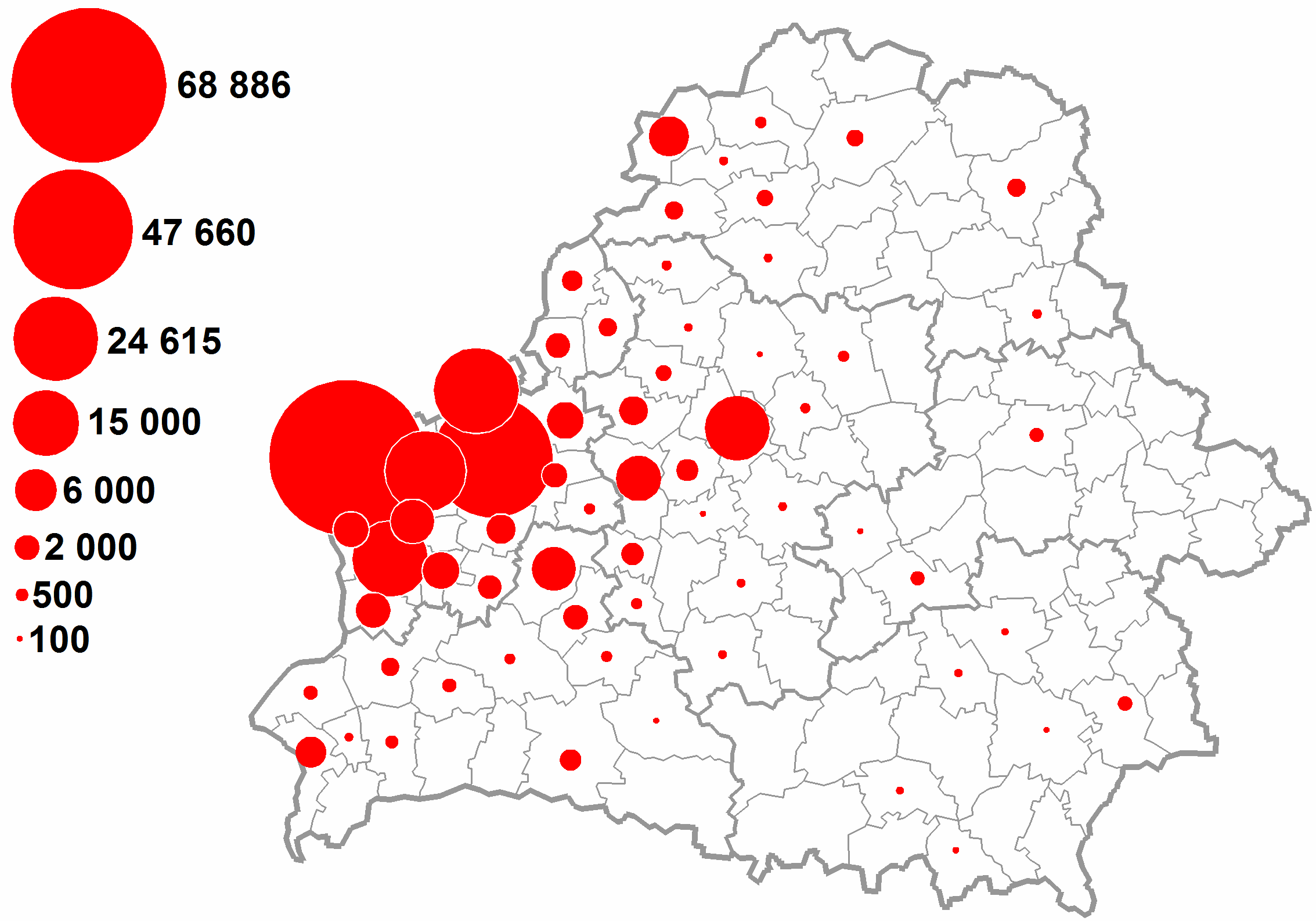
Численность этнических поляков по районам (данные по городам областного подчинения и Минску суммированы с окружающими районами) по данным переписи 2009 г.

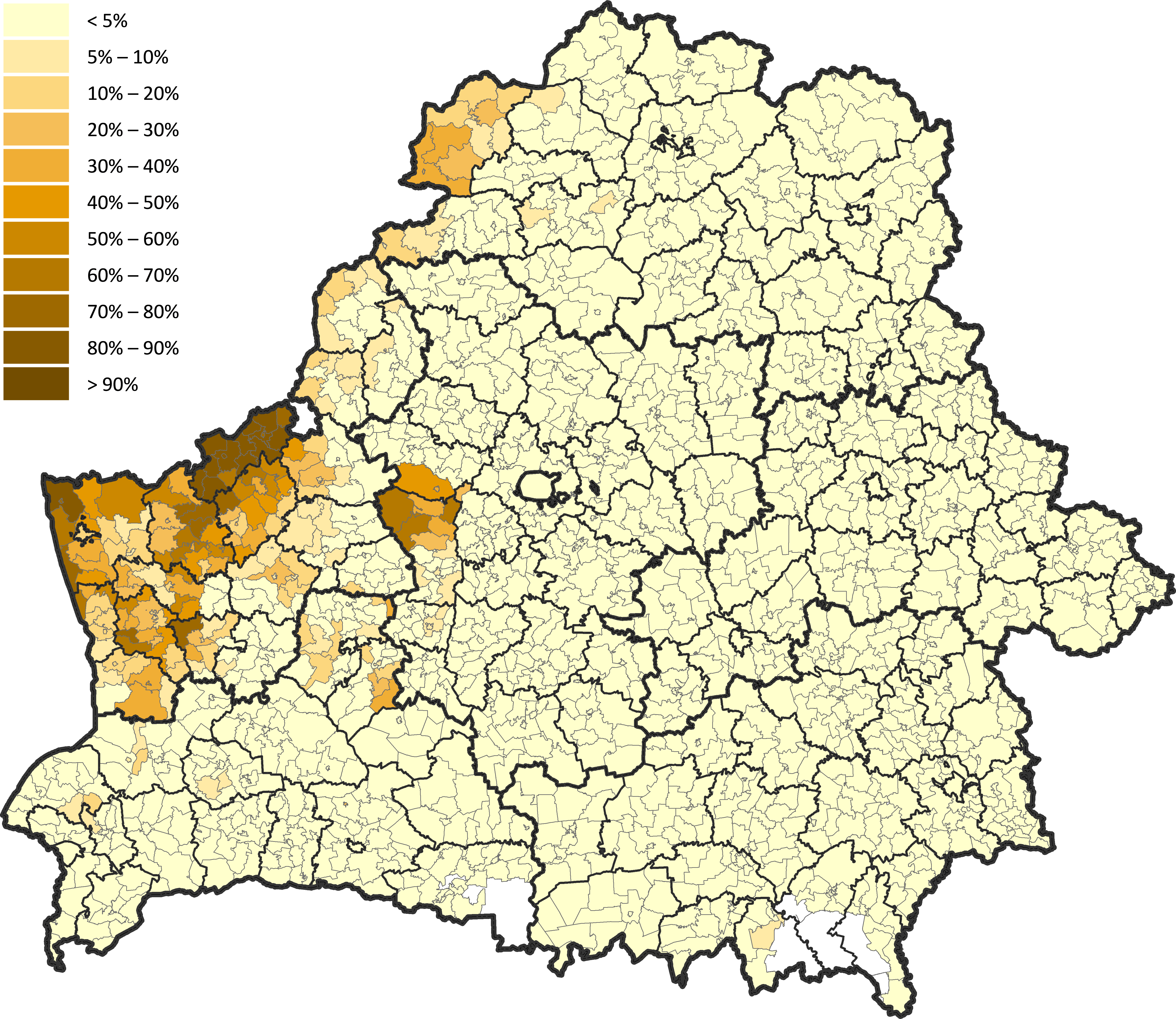
Доля этнических поляков по сельским, поселковым и городским советам по данным переписи 2009 г.

По данным переписи 2009 года, поляками назвали себя 294 549 человек (3 % населения). В 1959 году поляков в БССР насчитывалось 538 881 (6,69 %), в 1970—382 600 (4,25 %), в 1979—403 169 (4,23 %), в 1989—417 720 (4,114 %), в 1999—395 712 (3,94 %) в 2009—294 549 (3,10 %).
Подавляющее большинство поляков Беларуси лингвистически белорусифицировано, оставшиеся в основном перешли на русский язык: согласно переписи 2009 года 58,15 % поляков (171 287 человек) родным языком назвали белорусский, 33,89 % (99 819 человек) — русский и только 5,38 % (15 584 человека) — польский. Польский язык почти не используется в домашнем общении — по данным переписи 2009 года на нём разговаривают дома 1,30 % польского населения (3837 человек). Большинство (50,89 %) поляков Беларуси дома говорит по-русски (149 904 человека), а 40,87 % дома говорят по-белорусски (120 378 человек), отличием поляков Белоруссии от всех национальностей, проживающих в Белоруссии, в том числе и от самих белорусов, состоит в том, что только поляки являются единственным этносом Беларуси, который в домашнем общении в столь значительной доле использует белорусский язык (среди самих белорусов это всего 26,06 %).
На польском языке в Беларуси в 2009 году вышли 19 книг и брошюр общим тиражом 35,9 тыс. экземпляров.

## История
В историографии распространены два основных взгляда на происхождение и место в обществе белорусских поляков: либо они (как и литовские поляки), являются полонизированным в ходе политических, экономических, религиозных и культурных процессов XIV—XX веков местным населением и потому они ближе к местному населению, чем к полякам Польши, либо белорусские поляки — часть польской нации, широко расселившейся в пределах прежних польских государств, ныне оказавшись за пределами границ современного польского государства, все характерные особенности которой объясняются проживанием в более сложных исторических условиях.
Как свидетельствуют исторические исследования, значительных переселений поляков на территорию современной Беларуси зафиксировано не было, незначительные миграции были, в основном, в период второй Речи Посполитой (1921—1939). Во времена Великого княжества Литовского происходил постепенный переход на польский язык правящего сословия.
После Полоцкого собора 1839 года, когда греко-католики были насильственно переведены в православие, произошло окончательное отождествление на территории современной Беларуси католицизма с польскостью. Этнограф Р. Ф. Эркерт писал во время польского восстания 1863—1864 гг., что «католик, разговаривающий на белорусском или же на малороссийском языке, является поляком не только в глазах всех жителей православного и католического вероисповедания, но и сам себя считает поляком и хочет, чтобы и другие его за такового считали. Выражение „белорус-католик“ довольно часто встречается в научных трудах, но в действительности его нет и быть не может, поскольку за исключением исповедующих православие в Витебской, Могилёвской и восточной части Минской губерний, выражение „белорус“ — для определения национальности и „белорусский“ для определения языка никому среди населения неизвестны. Человек из народа называет свой язык простым, а себя — русским, иногда даже литвином (согласно с политическими пережитками), или просто крестьянином (как национальное противопоставление в отношении польской шляхты). Поэтому выражение „белорус-католик“ неизвестно ни среди (русского) народа, ни среди (польских) помещиков и духовенства». О том же писал П. Бобровский: «В западных губерниях все католики называют себя поляками, относя наименование русских ко всем православным… Исповедующий римско-католическую веру здесь не знает и не хочет знать, что предки его могли быть православными; русский по происхождению, католик становит себя в иную среду; он тот же славянин, но сердце его не принадлежит России».
6 июля 1945 года было заключено соглашение об обмене населением между Польшей и СССР: поляки и лица еврейской национальности, бывшие гражданами довоенной Польши и проживающие в СССР получили право на выезд в Польшу, а лица русской, украинской, белорусской, русинской и литовской национальностей, проживающие на территории Польши, должны были переселиться в СССР. По этому соглашению из Белоруссии в Польшу переселилось свыше 200 тыс. человек.

## Современность
В настоящее время большинство поляков Белоруссии проживает в Гродненской области и составляет там 24,8 % всего населения. Поляки составляют большинство населения в Вороновском районе. От четверти до половины населения поляки составляют в Волковысском, Гродненском, Ивьевском, Зельвенском, Лидском, Щучинском районах Гродненской области, а также в Браславском районе Витебской области.
Проживающие в Белоруссии поляки имеют право претендовать на получение карты поляка, предоставляющей им на территории Польши ряд прав негражданского характера.
Крупнейшей организацией белорусских поляков является Союз поляков. В 2005 году в организации произошёл раскол, в результате которого в настоящее время существуют два Союза поляков под руководством Анжелики Борис и Мечеслава Лысого, признаваемые только польскими и белорусскими властями соответственно.
В Белоруссии работают три школы с обучением на польском языке — в Бресте (только 1—4 классы), Гродно, Волковыске. В этих школах все предметы ведутся на польском языке. В некоторых других школах польский язык изучается факультативно.
Согласно социологическому исследованию 2011 года, у поляков Беларуси сильно выражена религиозность: к католичеству себя относят 93,4 % респондентов, в Бога верят 89,4 % опрошенных поляков, 87,3 % поляков Белоруссии считают, что современному человеку нужна религия.
Проблемы, связанные с проживающими в стране поляками, неоднократно осложняли двусторонние отношения.

## Национально-культурные общественные объединения поляков
По данным Уполномоченного по делам религий и национальностей Белоруссии на 1 января 2016 года в Белоруссии были официально зарегистрированы 77 национально-культурных общественных объединений поляков, в том числе:
- Брестская область — 10
- Витебская область — 7
- Гомельская область — 3
- Гродненская область — 36
- Минская область — 16
- Могилевская область — 2
- г. Минск — 3

На приведённой ниже карте указано, что в Минске 4 объединения поляков, так как помимо трёх объединений, зарегистрированных собственно в городе Минске, там зарегистрировано ещё одно, относящееся к Минскому району Минской области (районным центром которого является город Минск).
Количество национально-культурных общественных объединений поляков:
 — 1
 — 2
 — 4